# Paralleltransport

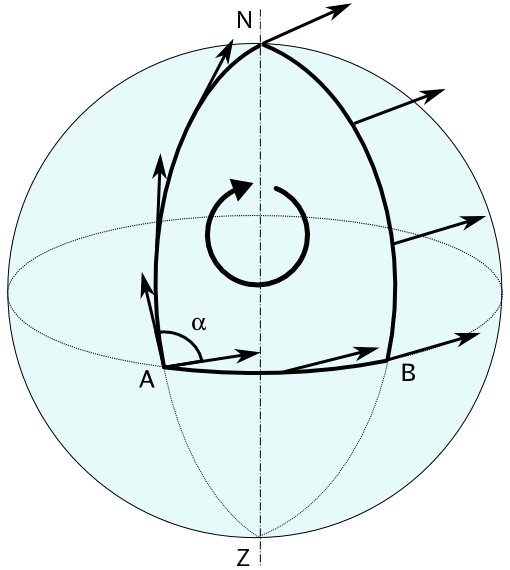
Parallel transport

In de riemann-meetkunde, een deelgebied van de wiskunde, is paralleltransport of parallelverschuiving een manier om meetkundige objecten langs gladde krommen in een variëteit te verplaatsen.
Als bijvoorbeeld een vector in een lus over een oppervlak met constante kromming wordt verplaatst, dus over een deel van een boloppervlak, dan is de hoek {\displaystyle \alpha } waarmee de vector draait evenredig aan het gebied binnen de lus.
Indien de variëteit met een affiene verbinding is uitgerust, een covariante afgeleide, dan staat deze verbinding het toe dat men vectoren van de variëteit langs krommen transporteert, zodat zij parallel blijven met betrekking tot de verbinding. Andere noties van verbinding zijn uitgerust met hun eigen paralleltransportsystemen. Paralleltransport van vectoren is met een Koszul-verbinding in een vectorbundel op vrijwel dezelfde manier mogelijk als met een covariante afgeleide. Een Cartan-verbinding levert een 'opheffing van krommen' van de variëteit naar de totale ruimte van een hoofdbundel. Dit opheffen van krommen kan soms worden gezien als het paralleltransport van referentiekaders.
De lie-afgeleide bepaalt de verandering van een vectorveld of meer in het algemeen van een tensorveld.

## Websites
- Spherical Geometry Demo. applet die parallel transport voor raakvectoren op een boloppervlak laat zien